# Nicole (chilijska piosenkarka)
Nicole właściwie Denisse Lillian Laval Soza (ur. 19 stycznia 1977 w Chile) – chilijska piosenkarka, autorka tekstów, gitarzystka i prezenterka telewizyjna.

## Życiorys
Przeprowadziła się z Chile do Meksyku, a następnie do Stanów Zjednoczonych (do Miami), gdzie poznała Bruno del Granado.

## Dyskografia
- Tal vez me estoy enamorando (1989)[1]
- Esperando nada (1994)[1]
- Sueños en tránsito (1997)[1]
- Viaje infinito (2002)[1]
- Apt. (2006)[1]
- 20 años (2011)[1]
- Panal (2013)[1]